# Hôtel Splendid Étoile
 (août 2017).
Le Splendid Étoile est un hôtel quatre étoiles situé au 1 avenue Carnot à Paris dans le 17e arrondissement.

## Histoire
Le bâtiment de style haussmannien date de 1879. L'immeuble est acheté par le groupe familial Frontenac, fondé en 1976 par Philippe Thomas, pour en faire un hôtel nommé le Splendid Étoile.[réf. nécessaire]
L'hôtel a été rénové en 2001. Une nouvelle rénovation a débuté en 2017, elle prendra fin au printemps 2018.[réf. nécessaire]

## Caractéristiques
L’hôtel possède 57 chambres.
Il y a un ans l'hôtel avait un restaurant prénommé Le Pré Carre.
Mais à la suite de la crise sanitaire du coronavirus ce restaurant a fermé.

## Art et culture
L’hôtel Splendid Étoile a été l’un des lieux de tournage de : 
- Un  flic de Jean-Pierre Melville, 1972[1]
- Prêt à porter de Robert Altman, 1994[1]
- Tenue correcte exigée, 1997[réf. nécessaire]